# Blues Funeral
Blues Funeral je sedmé sólové studiové album amerického zpěváka Marka Lanegana, vydané v únoru 2012 u vydavatelství 4AD. Nahráno bylo od ledna do května předešlého roku ve studiu 11AD Studio v Hollywoodu v Kalifornii. Album produkoval Alain Johannes. Jde o Laneganovo první sólové album od roku 2004, kdy vyšlo Bubblegum.

## Seznam skladeb
Autorem všech skladeb je Mark Lanegan.
| Pořadí | Název                      | Délka |
| ------ | -------------------------- | ----- |
| 1.     | The Gravedigger's Song     | 3:43  |
| 2.     | Bleeding Muddy Water       | 6:17  |
| 3.     | Gray Goes Black            | 4:11  |
| 4.     | St Louis Elegy             | 4:34  |
| 5.     | Riot in My House           | 3:53  |
| 6.     | Ode to Sad Disco           | 6:24  |
| 7.     | Phantasmagoria Blues       | 3:16  |
| 8.     | Quiver Syndrome            | 4:03  |
| 9.     | Harborview Hospital        | 4:31  |
| 10.    | Leviathan                  | 4:22  |
| 11.    | Deep Black Vanishing Train | 3:06  |
| 12.    | Tiny Grain of Truth        | 7:07  |

## Obsazení
- Mark Lanegan – zpěv
- Alain Johannes – kytara, baskytara, klávesy, perkuse, doprovodné vokály
- Jack Irons – bicí
- Aldo Struyf – klávesy, kytara
- David Rosser – kytara
- Duke Garwood – kytara
- David Catching – kytara
- Martyn LeNoble – baskytara
- Chris Goss – kytara, doprovodné vokály
- Greg Dulli – doprovodné vokály
- Josh Homme – kytara
- Shelley Brien – doprovodné vokály